# Овзарлу
Овзарлу (перс. اوزرلو‎) — село в Ірані, входить до складу дехестану Південний Назлуй у Центральному бахші шахрестану Урмія провінції Західний Азербайджан.